# Mein Herz brennt
Mein Herz brennt is een nummer geschreven door Richard Z. Kruspe, Paul Landers, Till Lindemann, Christian Lorenz, Oliver Riedel en Christoph Schneider voor Rammstein. In 2014 werd het gecoverd door Galahad.

## Rammstein
Mein Herz brennt (Vertaling: Mijn hart brandt) is een single van Rammstein. Het is afkomstig van hun album Mutter. Het nummer gaat over de verwerking van een nachtmerrie. Er werden twee videoclips geschoten. Voor de akoestische versie werden opnamen geschoten in Beelitz-Heilstätten-complex. Dat complex ontwikkelde zich van sanatorium, Duits militair ziekenhuis in de Eerste Wereldoorlog, Oost-Duits hospitaal tot een spookziekenhuis. In die video trad Till Lindemann op. In de versie voor de bandversie trad ook Melanie Gaydos op. Ook deze clip werd geschoten in het voormalige ziekenhuis.
Mein Herz brennt werd een kleine hit in Duitsland (hoogste notering plaat 7 in vijf weken), Oostenrijk (hoogste notering 31, één week notering) en Zwitserland (hoogste notering 33, één week notering). In Nederland en België zijn geen noteringen in de hitparades bekend.

## Galahad
Mein Herz brennt werd aangekondigd als een ep van het Britse Galahad. Het bevat vier versies van hetzelfde nummer van Rammstein, dus het kon net zo goed als single aangeduid worden. Mein Herz brennt nam Galahad op in The Thin Ice geluidsstudio van Karl Groom. Na deze ep ging Galahad op een tournee om hun dertigjarig bestaan te vieren.

### Musici
- Stuart Nicholson - zang
- Roy Keyworth – gitaren
- Mark Spencer – basgitaar, toetsinstrumenten, programmeerwerk
- Dean Baker – toetsinstrumenten, programmeerwerk, zang
- Spencer Luckman – slagwerk

Met
- Louise Braunton – viool

| Nr. | Titel                                        | Duur |
| --- | -------------------------------------------- | ---- |
| 1.  | Mein Herz brennt (versie met piano en viool) | 5:04 |
| 2.  | Mein Herz brennt (versie met volledige band) | 5:58 |
| 3.  | Mein Herz brennt (versie met Engelse tekst)  | 5:04 |
| 4.  | Mein Herz brennt (versie met piano solo)     | 5:04 |